# Une si simple histoire
Pour plus de détails, voir Fiche technique et Distribution.
Une si simple histoire est un film d'Abdellatif Ben Ammar, sorti en 1970. Ce premier long métrage du réalisateur obtient le Tanit de bronze aux Journées cinématographiques de Carthage la même année.

## Synopsis
Un réalisateur de télévision, Chamseddine, décide de tourner un reportage sur des ouvriers tunisiens partis travailler en France et de retour au pays. Il rencontre ainsi Hamed et sa femme Maoura, d'origine espagnole. Ben Ammar filme les difficultés qu'éprouve le cinéaste à réaliser son documentaire, et les épreuves que traversent les couples constitués d'Hamed et de Maoura, de Chamseddine et Merle, la fiancée française du réalisateur,.

## Fiche technique
- Réalisation : Abdellatif Ben Ammar et Ahmed Bahaeddine Attia (assistant réalisateur)
- Scénario : Abdellatif Ben Ammar
- Musique : Ángel Arteaga
- Photographie : Lotfi Layouni

## Distribution
- Foued Zaouche (Chamseddine)
- Juliet Berto (Merle)
- Amor Khalfa (Hamed)
- Pia Colombo (Maoura)

## Distinctions
Une si simple histoire est présenté en sélection officielle au Festival de Cannes 1970. Il obtient le Tanit de bronze lors des Journées cinématographiques de Carthage de 1970,.